# فسطاط
فُسطاط (عربی: الفسطاط) نخستین پایتخت مصر در دوره حکمرانی مسلمانان بود. این شهر را سردار مسلمان، عمرو بن عاص بلافاصله پس از فتح مصر به‌دست مسلمانان در ۶۴۱ میلادی به همراه مسجد عمرو نخستین مسجد بنا شده در مصر و سرتاسر آفریقا بنا کرد.
فسطاط، که زمانی به نام مصر الفسطاط نیز شناخته می‌شد، اولین پایتخت مصر تحت حکومت مسلمانان بود و مرکز تاریخی شهر امروزی قاهره به‌شمار می‌رفت. این شهر بلافاصله پس از فتح مصر توسط مسلمانان در سال ۶۴۱ میلادی، توسط فرماندهٔ مسلمان، عمرو بن العاص، در مجاورت آنچه اکنون به عنوان قاهره قدیم شناخته می‌شود، بنا شد. مسجد عمرو، اولین مسجد ساخته شده در مصر، نیز در همین شهر قرار داشت.
فسطاط در قرن دوازدهم به اوج خود رسید و جمعیت آن به حدود ۲۰۰ هزار نفر می‌رسید. این شهر مرکز قدرت اداری در مصر بود تا اینکه در سال ۱۱۶۸ به دستور وزیر وقت، شاور، سوزانده شد تا ثروت آن به دست صلیبیون مهاجم نیفتد. بقایای این شهر در نهایت توسط قاهره که در سال ۹۶۹ توسط فاطمیان ساخته شده بود، جذب شد. فاطمیان یک شهر جدید به عنوان محوطهٔ سلطنتی برای خلیفه بنا کردند. این منطقه برای صدها سال به حال خود رها شد و به عنوان محل تخلیه زباله مورد استفاده قرار گرفت.
امروزه، خرابه‌های فسطاط در منطقهٔ قاهره قدیم قرار دارد و تنها تعداد کمی از ساختمان‌های آن از دوران پایتختی‌اش باقی مانده‌است. کاوش‌های باستان‌شناسی زیادی ثروت عظیمی از مواد مدفون در این منطقه را آشکار کرده‌است. بسیاری از اشیاء باستانی به دست آمده از این محل در موزه هنر اسلامی قاهره به نمایش گذاشته شده‌است.

## پایتختی
فسطاط به مدت تقریباً ۵۰۰ سال پایتخت مصر بود. پس از بنیادگذاری این شهر در سال ۶۴۱، اقتدار آن تا سال ۷۵۰، زمانی که دودمان عباسی علیه امویان قیام کردند، بی‌وقفه ادامه داشت. این درگیری نه در مصر، بلکه در سایر نقاط جهان عرب متمرکز بود. زمانی که عباسیان به قدرت رسیدند، پایتخت‌ها را به مناطق قابل کنترل‌تر منتقل کردند. آن‌ها مرکز خلافت خود را در بغداد تأسیس کرده بودند و پایتخت را از مرکز قبلی امویان که دمشق بود، منتقل کردند. اقدامات مشابهی در سراسر سلسله جدید انجام شد. در مصر، آن‌ها پایتخت را از فسطاط کمی به سمت شمال به شهر عباسی العسکر منتقل کردند که تا سال ۸۶۸ پایتخت باقی ماند. هنگامی که سلسلهٔ طولونیان در ۸۶۸ کنترل را به دست گرفتند، پایتخت مصر برای مدتی کوتاه به شهر دیگری در شمال به نام القطائع منتقل شد. این وضعیت تنها تا سال ۹۰۵ ادامه داشت، زمانی که القطائع  ویران شد و پایتخت به فسطاط بازگردانده شد. این شهر زمانی که وزیر آن، شاور، به سوزاندن آن در ۱۱۶۸ فرمان داد، دوباره جایگاه پایتختی خود را از دست داد، زیرا می‌ترسید به دست امالریک، پادشاه صلیبی مملکت اورشلیم، بیفتد. پایتخت مصر در نهایت به قاهره منتقل شد.

## نام

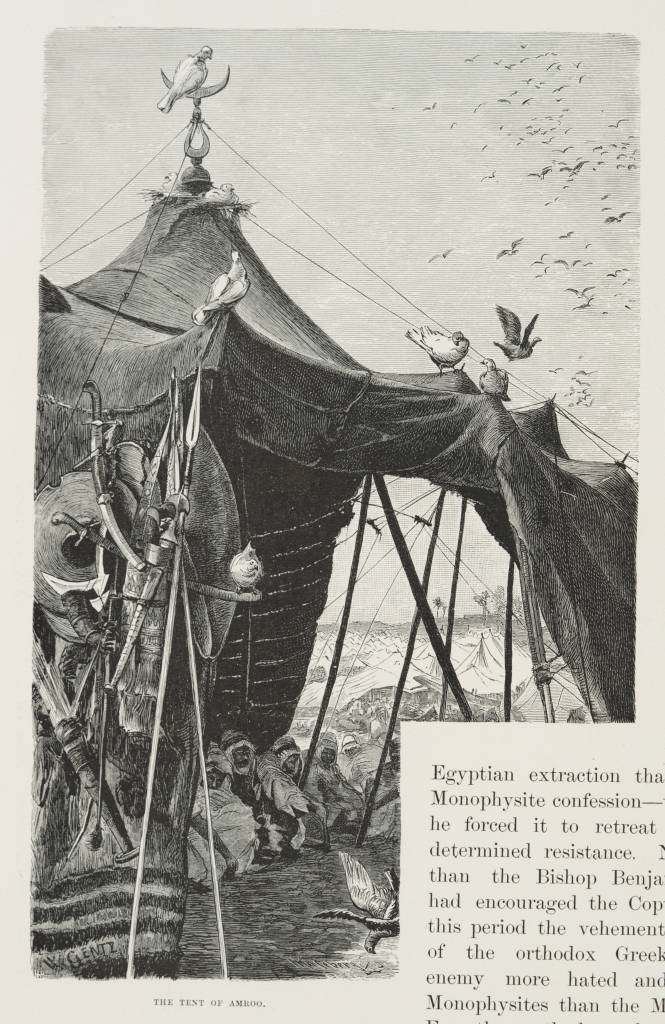
چادر عمرو

طبق افسانه، مکان فسطاط توسط پرنده‌ای انتخاب شد: کبوتری درست قبل از اینکه عمرو بن العاص (۵۸۵–۶۶۴)، فاتح مسلمان مصر، بخواهد علیه اسکندریه در سال ۶۴۱ لشکر بکشد، در چادر او تخم گذاشته بود. اردوگاه او در آن زمان درست در شمال قلعه رومی بابل قرار داشت. عمرو لانه کبوتر را نشانه‌ای از خدا اعلام کرد و چادر را دست‌نخورده رها کرد تا او و سربازانش به جنگ رفتند. هنگامی که آنها پیروزمندانه بازگشتند، عمرو به سربازانش گفت که چادرهای خود را در اطراف چادر او برپا کنند و به شهر جدید خود نام مصر الفسطاط یا فسطاط مصر دادند که به‌طور عام به عنوان «شهر چادرها» ترجمه می‌شود، اگرچه این ترجمه دقیقی نیست.
مصری‌ها تا به امروز قاهره را «مِصر» یا به زبان عامیانه «مَصر» می‌نامند، اگرچه این به درستی نام کل کشور مصر است. اولین مسجد این کشور، مسجد عمرو، بعداً در سال ۶۴۲ در همان محل چادر فرمانده ساخته شد.

## تاریخ اولیه
به مدت هزاران سال، پایتخت مصر با تغییر حکومت‌ها، در امتداد رود نیل، بین شهرهایی مثل تبای و ممفیس جابه‌جا می‌شد. پس از فتح مصر توسط اسکندر مقدونی در حدود ۳۳۱ قبل از میلاد، اسکندریه به پایتخت تبدیل شد و این وضعیت تقریباً هزار سال پایدار ماند. در نهایت، پس از فتح منطقه به دست خلیفه عمر در قرن هفتم میلادی، تصمیم بر ایجاد پایتختی جدید گرفته شد. در سال ۶۴۱، عمرو بن العاص، فرمانده سپاه مسلمانان، شهر فسطاط را در ساحل شرقی نیل بنا نهاد.

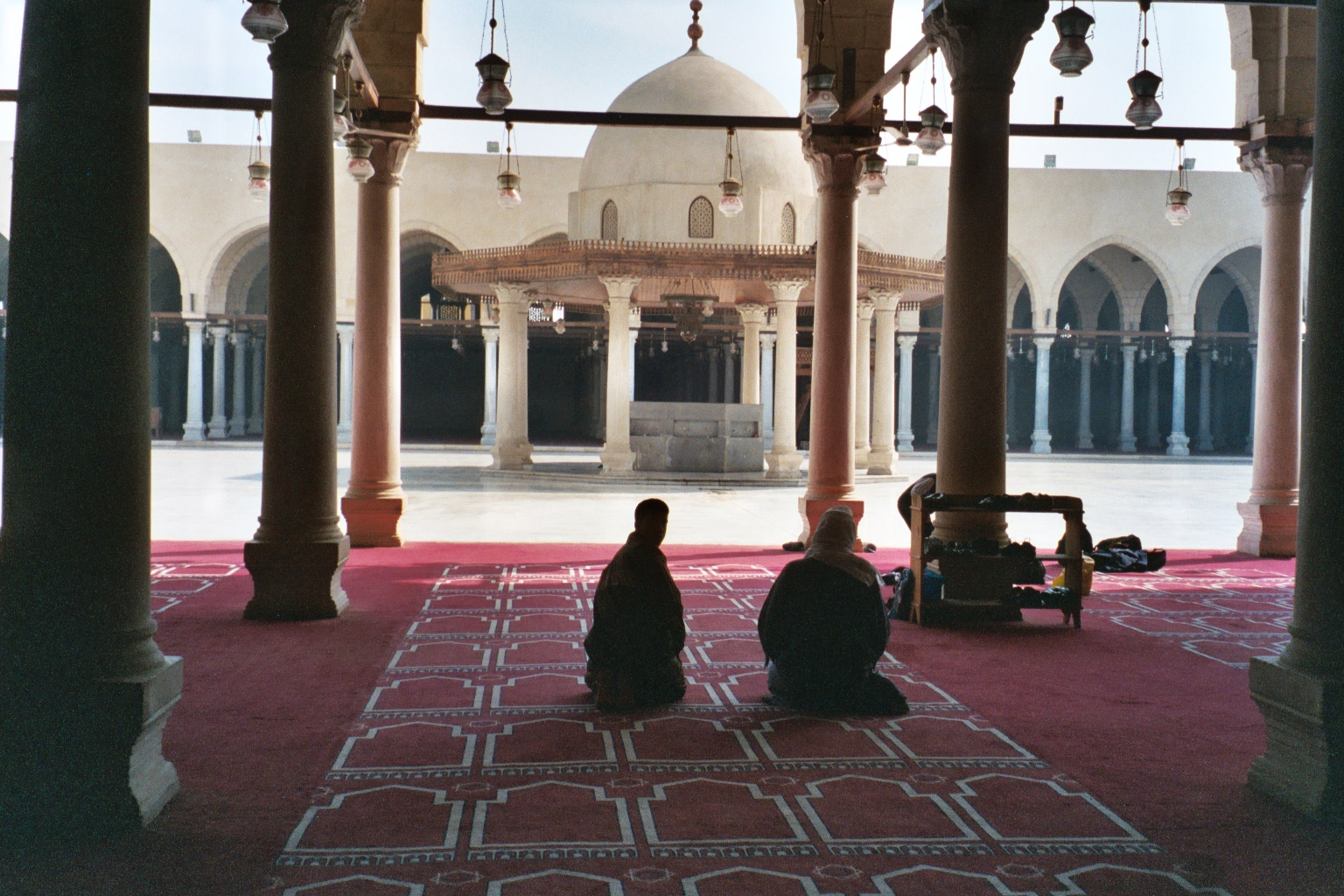
مسجد عمرو بن عاص

در ابتدا، ساکنان شهر را عمدتاً سربازان و خانواده‌هایشان تشکیل می‌دادند و ساختار شهر شبیه پادگان نظامی بود. فسطاط به عنوان پایگاهی برای فتح شمال آفریقا و حمله به امپراتوری بیزانس در نظر گرفته شده بود. تا زمان تأسیس قیروان در تونس در سال ۶۷۰، این شهر مهم‌ترین پایگاه گسترش سیطره اعراب در آفریقا به‌شمار می‌آمد.
به تدریج، قبایل مختلف در اطراف مسجد مرکزی و ساختمان‌های اداری ساکن شدند و محله‌های متعددی به نام «خطه» شکل گرفت. بیشتر ساکنان از یمن و غرب عربستان آمده بودند و در کنار آنها یهودیان و مزدوران رومی نیز حضور داشتند. عربی زبان اصلی گفتاری و نوشتاری شد، هرچند زبان قبطی تا قرن هشتم همچنان در شهر رایج بود.
در دوران امویان (۶۶۰ تا ۷۵۰)، فسطاط مرکز قدرت مصر بود، اما به عنوان بخشی از خلافت اسلامی، فرمانداران گمارده‌شده از مراکز دیگر مانند دمشق، مدینه و بغداد بر آن حکومت می‌کردند. جمعیت شهر در قرن نهم به حدود ۱۲۰ هزار نفر رسید.
با فتح منطقه توسط فاطمیان در سال ۹۶۹، دورانی جدید آغاز شد. گوهر، سردار فاطمی، شهر جدیدی به نام «القاهرة» (قاهره) در شمال فسطاط بنیان نهاد. در آغاز، قاهره به عنوان حصار سلطنتی خلیفه و دربار او در نظر گرفته شده بود و فسطاط همچنان از نظر اقتصادی و اداری اهمیت بیشتری داشت. اما به تدریج قاهره رونق گرفت و تا سال ۱۱۶۸ جمعیت آن به ۲۰۰ هزار نفر رسید.
فسطاط شهری آباد با خیابان‌های سایه‌دار، باغ‌ها و بازارهای پررونق بود. این شهر ساختمان‌های مسکونی مرتفع حتی تا هفت طبقه داشت که گفته می‌شود صدها نفر را در خود جای می‌دادند.
مقدسی در سده دهم آنها را به عنوان مناره توصیف کرد، در حالی که ناصر خسرو در اوایل قرن یازدهم برخی از آنها را تا ۱۴ طبقه توصیف کرد، با باغچه‌های پشت بام در طبقه بالای آن با چرخ‌های آبی که با گاو کشیده می‌شد برای آبیاری.
جهانگرد ایرانی، ناصر خسرو دربارهٔ اجناس عجیب و غریب و زیبای بازارهای فسطاط چنین نوشته‌است: سفال‌های رنگارنگ، بلورها و میوه‌ها و گل‌های فراوان، حتی در ماه‌های زمستان در این بازارها دیده می‌شد.
از سال ۹۷۵ تا ۱۰۷۵، فسطاط یکی از مراکز اصلی تولید هنر و کاشی‌کاری اسلامی و از ثروتمندترین شهرهای جهان محسوب می‌شد.

## ویرانی و زوال

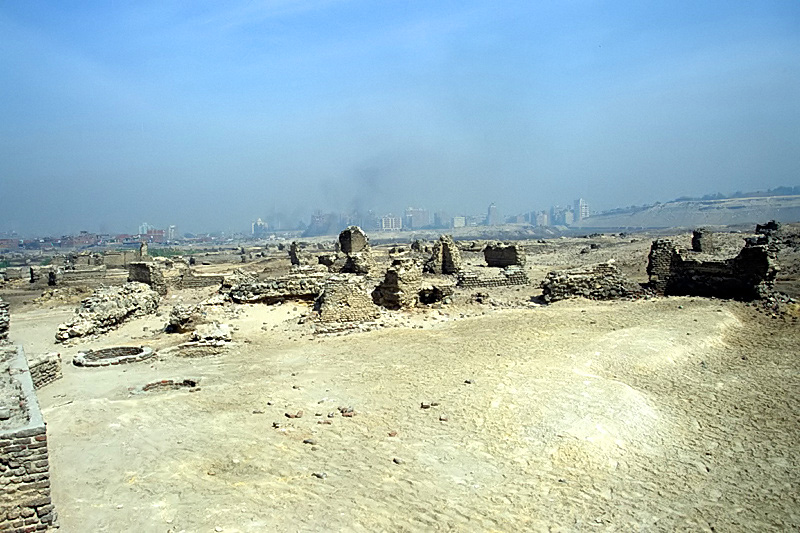
ویرانه‌های فسطاط در قاهره قدیم

در اواسط قرن دوازدهم، هنگامی که خلیفه مصر نوجوانی به نام عاضد بود، قدرت واقعی در دست وزیر، شاور، قرار داشت. او سال‌ها درگیر بازی‌های سیاسی پیچیده‌ای بود تا هم از دست صلیبیون مسیحی و هم از نیروهای نورالدین از سوریه، مصر را حفظ کند. شاور با تغییر مداوم متحدان خود، نوعی تعادل قوا ایجاد کرده بود که مانع حمله گسترده هر نیرویی به مصر می‌شد.
اما در سال ۱۱۶۸، امالریک یکم، پادشاه مسیحی اورشلیم، پس از سال‌ها تلاش برای حمله به مصر، بالاخره موفق شد. او و سپاهیانش وارد مصر شدند، شهر بلبیس را غارت کردند و تقریباً تمام ساکنانش را به قتل رساندند و سپس به سمت فسطاط حرکت کردند. آمالریک اردوگاه خود را در جنوب شهر برپا کرد و به خلیفه جوان مصر، عاضد، پیام داد که یا شهر را تسلیم کند یا همان سرنوشت بلبیس را داشته باشد.
شاور با دیدن حمله قریب‌الوقوع آمالریک، دستور سوزاندن شهر فسطاط را داد تا به دست او نیفتد. به گفته مورخ مصری المقریزی (۱۳۴۶–۱۴۴۲):
شاور دستور تخلیه فسطاط را داد. او مردم را مجبور کرد پول و اموال خود را پشت سر بگذارند و برای نجات جان خود و فرزندانشان از شهر فرار کنند. در وحشت و آشوب این کوچ اجباری، جمعیت در حال فرار شبیه ارتشی عظیم از ارواح به نظر می‌رسید… برخی در مساجد و حمام‌ها پناه گرفته بودند… منتظر حمله‌ای مشابه بلبیس از سوی مسیحیان. شاور ۲۰٬۰۰۰ گلدان نفت و ۱۰٬۰۰۰ بمب آتش زا در سراسر شهر توزیع کرد. شعله‌ها و دود شهر را فرا گرفت و صحنه ای وحشتناک را در آسمان ترسیم کرد. این آتش‌سوزی ۵۴ روز به طول انجامید…
پس از نابودی فسطاط، نیروهای سوری به رهبری صلاح‌الدین ایوبی رسیدند و با موفقیت نیروهای آمالریک را عقب راندند. سپس با رفتن مسیحیان، خود سوری‌ها توانستند مصر را فتح کنند. شاور که دیگر قابل اعتماد نبود کشته شد و حکومت فاطمیان عملاً پایان یافت. فرمانده سوری، شیرکوه، به قدرت رسید، اما چند ماه بعد بر اثر بیماری درگذشت و برادرزاده او، صلاح الدین ایوبی، در دوم مارس ۱۱۶۹ به عنوان وزیر مصر قدرت را به دست گرفت و سلسله ایوبیان را بنیان نهاد.
با تبدیل شدن فسطاط به چیزی شبیه حومه‌ای رو به مرگ، مرکز حکومت به‌طور دائم به قاهره در نزدیکی منتقل شد. صلاح الدین بعداً تلاش کرد با ساخت دیوارهای عظیم، قاهره و فسطاط را به یک شهر تبدیل کند، اما این تلاش تا حد زیادی ناموفق بود.
در سال ۱۱۶۶، ابن میمون به مصر رفت و در فسطاط ساکن شد و در آنجا به عنوان طبیب شهرت زیادی به دست آورد و برای خانواده صلاح الدین و وزیر او قاضی الفضل البیسیمی و جانشینان صلاح الدین طبابت می‌کرد. لقب رئیس الامة یا الملة (رئیس ملت یا دین) به او اعطا شد. او برخی از نوشته‌های خود مانند «مِشناة التوراة» (۱۱۸۰) و «دلیل المتحیرین» را در فسطاط نوشت. برخی از نوشته‌های او بعداً در میان قطعات نسخه خطی موجود در «گنینه» (انبار) کنیسه ابن عزرا که در فسطاط قرار داشت، کشف شد.
در دوران فرمانروایی ممالیک از قرن سیزدهم تا شانزدهم، منطقه فسطاط به عنوان زباله دانی مورد استفاده قرار می‌گرفت، اما همچنان هزاران نفر جمعیت داشت و صنایع اصلی آن سفالگری و زباله جمعی بود. لایه‌های زباله در طول صدها سال انباشته شد و به تدریج جمعیت کاهش یافت و از شهری که زمانی پر رونق بود، ویرانه ای باقی ماند.

## شهر امروزی
امروزه، تنها سایه‌ای از شکوه و جلال شهر باستانی فسطاط باقی مانده‌است. سه پایتخت سابق، فسطاط، العسکر و القطائع، همگی در گسترش قاهره مدرن جذب شدند. اگرچه برخی از بناهای قدیمی هنوز در منطقه‌ای به نام «قاهره قدیم» قابل مشاهده هستند، اما بخش زیادی از آن‌ها رو به زوال رفته و زیر علف‌های هرز پنهان شده یا به محل‌های زباله‌دانی تبدیل شده‌اند.
قدیمی‌ترین بنای باقی‌مانده در این منطقه احتمالاً مسجد ابن طولون متعلق به قرن نهم است که در زمان قرار گرفتن پایتخت در القطائع ساخته شده‌است. مسجد عمرو، اولین مسجدی که در مصر (و به تبع آن، یکی از اولین مساجد ساخته شده در آفریقا) بنا شده، هنوز مورد استفاده قرار می‌گیرد، اما در طول قرن‌ها به‌طور گسترده بازسازی شده و دیگر اثری از بنای اصلی باقی نمانده‌است. در فوریه ۲۰۱۷، موزه ملی تمدن مصر در مجاورت این مسجد افتتاح شد.
امروزه، کاوش‌های باستان‌شناسی نشان‌دهنده پتانسیل کشف بخش‌های بیشتری از شهر مدفون زیر زباله‌هاست. کاوش‌های قبلی مسیر خیابان‌ها و بخشی از ساختمان‌ها را آشکار کرده و برخی اشیاء کشف شده در موزه هنر اسلامی قاهره به نمایش گذاشته شده‌اند.